# Partecipanti al Giro di Polonia 2023
Elenco dei partecipanti al Giro di Polonia 2023.
Il Giro di Polonia 2023 è stata l'ottantesima edizione della corsa. Alla competizione presero parte ventiquattro squadre: le diciotto con licenza UCI World Tour 2023, cinque dell'UCI ProTeam e una selezione polacca.
Ciascuna delle squadre è composta da sette ciclisti, per un totale di 168 ciclisti accreditati alla partenza.

## Corridori per squadra
Nota: R ritirato, NP non partito, FT fuori tempo, SQ squalificato
| Ineos Grenadiers         | Ineos Grenadiers         | Ineos Grenadiers         | AG2R Citroën Team      | AG2R Citroën Team        | AG2R Citroën Team      | Alpecin-Deceuninck     | Alpecin-Deceuninck     | Alpecin-Deceuninck     |
| ------------------------ | ------------------------ | ------------------------ | ---------------------- | ------------------------ | ---------------------- | ---------------------- | ---------------------- | ---------------------- |
| N°                       | Ciclista                 | Clas.                    | N°                     | Ciclista                 | Clas.                  | N°                     | Ciclista               | Clas.                  |
| 1                        | Michał Kwiatkowski       | 3°                       | 11                     | Mikaël Cherel            | 36°                    | 21                     | Nicola Conci           | 21°                    |
| 2                        | Pavel Sivakov            | 14°                      | 12                     | Pierre Gautherat         | 92°                    | 22                     | Alexander Krieger      | 146°                   |
| 3                        | Geraint Thomas           | 47°                      | 13                     | Dorian Godon             | 23°                    | 23                     | Jakub Mareczko         | 148°                   |
| 4                        | Thymen Arensman          | 49°                      | 14                     | Lawrence Naesen          | 72°                    | 24                     | Senne Leysen           | 69°                    |
| 5                        | Laurens De Plus          | 51°                      | 15                     | Bastien Tronchon         | 71°                    | 25                     | Oscar Riesebeek        | NP 6ª                  |
| 6                        | Kim Heiduk               | 62°                      | 16                     | Andrea Vendrame          | 22°                    | 26                     | Lionel Taminiaux       | 133°                   |
| 7                        | Salvatore Puccio         | 127°                     | 17                     | Lawrence Warbasse        | 29°                    | 27                     | Jensen Plowright       | 137°                   |
| Astana Qazaqstan Team    | Astana Qazaqstan Team    | Astana Qazaqstan Team    | Bahrain Victorious     | Bahrain Victorious       | Bahrain Victorious     | Bora-Hansgrohe         | Bora-Hansgrohe         | Bora-Hansgrohe         |
| N°                       | Ciclista                 | Clas.                    | N°                     | Ciclista                 | Clas.                  | N°                     | Ciclista               | Clas.                  |
| 31                       | Samuele Battistella      | 9°                       | 41                     | Damiano Caruso           | 18°                    | 51                     | Lennard Kämna          | 50°                    |
| 32                       | Gianmarco Garofoli       | NP 6ª                    | 42                     | Kamil Gradek             | 111°                   | 52                     | Giovanni Aleotti       | 32°                    |
| 33                       | Vadim Pronskij           | 57°                      | 43                     | Matevž Govekar           | 98°                    | 53                     | Shane Archbold         | 151°                   |
| 34                       | Davide Martinelli        | 138°                     | 44                     | Fran Miholjević          | R 7ª                   | 54                     | Cesare Benedetti       | 63°                    |
| 35                       | Antonio Nibali           | 73°                      | 45                     | Matej Mohorič            | 1°                     | 55                     | Sergio Higuita         | 19°                    |
| 36                       | Christian Scaroni        | 13°                      | 46                     | Andrea Pasqualon         | 96°                    | 56                     | Ryan Mullen            | 118°                   |
| 37                       | Evgenij Gidič            | 139°                     | 47                     | Antonio Tiberi           | 45°                    | 57                     | Sam Bennett            | NP 6ª                  |
| Cofidis                  | Cofidis                  | Cofidis                  | EF Education-EasyPost  | EF Education-EasyPost    | EF Education-EasyPost  | Groupama-FDJ           | Groupama-FDJ           | Groupama-FDJ           |
| N°                       | Ciclista                 | Clas.                    | N°                     | Ciclista                 | Clas.                  | N°                     | Ciclista               | Clas.                  |
| 61                       | Max Walscheid            | 132°                     | 71                     | Stefan Bissegger         | NP 7ª                  | 81                     | Lewis Askey            | 43°                    |
| 62                       | Piet Allegaert           | 52°                      | 72                     | Stefan de Bod            | 31°                    | 82                     | Clément Davy           | 99°                    |
| 63                       | Davide Cimolai           | 142°                     | 73                     | Marijn van den Berg      | 30°                    | 83                     | Lorenzo Germani        | 60°                    |
| 64                       | Rubén Fernández          | 33°                      | 74                     | Jens Keukeleire          | 76°                    | 84                     | Lenny Martinez         | 12°                    |
| 65                       | Wesley Kreder            | R 4ª                     | 75                     | Mark Padun               | 100°                   | 85                     | Paul Penhoët           | 95°                    |
| 66                       | Jonathan Lastra          | 27°                      | 76                     | Julius van den Berg      | 74°                    | 86                     | Samuel Watson          | NP 6ª                  |
| 67                       | Harrison Wood            | 107°                     | 77                     | Łukasz Wiśniowski        | 104°                   | 87                     | Bram Welten            | 114°                   |
| Intermarché-Circus-Wanty | Intermarché-Circus-Wanty | Intermarché-Circus-Wanty | Jumbo-Visma            | Jumbo-Visma              | Jumbo-Visma            | Lidl-Trek              | Lidl-Trek              | Lidl-Trek              |
| N°                       | Ciclista                 | Clas.                    | N°                     | Ciclista                 | Clas.                  | N°                     | Ciclista               | Clas.                  |
| 91                       | Dries De Pooter          | 83°                      | 101                    | Koen Bouwman             | 53°                    | 111                    | Jon Aberasturi         | NP 3ª                  |
| 92                       | Rune Herregodts          | 82°                      | 102                    | Jos van Emden            | R 4ª                   | 112                    | Asbjørn Hellemose      | 34°                    |
| 93                       | Julius Johansen          | NP 1ª                    | 103                    | Tobias Foss              | 42°                    | 113                    | Markus Hoelgaard       | 39°                    |
| 94                       | Madis Mihkels            | 59°                      | 104                    | Mick van Dijke           | NP 6ª                  | 114                    | Jacopo Mosca           | 93°                    |
| 95                       | Hugo Page                | 105°                     | 105                    | Olav Kooij               | NP 6ª                  | 115                    | Edward Theuns          | 79°                    |
| 96                       | Gerben Thijssen          | 130°                     | 106                    | Sam Oomen                | 26°                    | 116                    | Antwan Tolhoek         | 48°                    |
| 97                       | Boy van Poppel           | 101°                     | 107                    | Tosh Van Der Sande       | 54°                    | 117                    | Otto Vergaerde         | 80°                    |
| Movistar Team            | Movistar Team            | Movistar Team            | Soudal Quick-Step      | Soudal Quick-Step        | Soudal Quick-Step      | Lotto Dstny            | Lotto Dstny            | Lotto Dstny            |
| N°                       | Ciclista                 | Clas.                    | N°                     | Ciclista                 | Clas.                  | N°                     | Ciclista               | Clas.                  |
| 121                      | Imanol Erviti            | 64°                      | 131                    | Mattia Cattaneo          | 5°                     | 141                    | Thomas De Gendt        | 89°                    |
| 122                      | Fernando Gaviria         | 136°                     | 132                    | Josef Černý              | 109°                   | 142                    | Andreas Kron           | 70°                    |
| 123                      | Ruben Guerreiro          | 25°                      | 133                    | Jan Hirt                 | 65°                    | 144                    | Milan Menten           | 90°                    |
| 124                      | Max Kanter               | 94°                      | 134                    | Tim Merlier              | 112°                   | 145                    | Sylvain Moniquet       | 11°                    |
| 125                      | Mathias Norsgaard        | 119°                     | 135                    | Bert Van Lerberghe       | 86°                    | 146                    | Michael Schwarzmann    | 115°                   |
| 126                      | Juri Hollmann            | 103°                     | 136                    | Ilan Van Wilder          | 4°                     | 147                    | Rüdiger Selig          | 120°                   |
| 127                      | Sergio Samitier          | 102°                     | 137                    | Louis Vervaeke           | 17°                    | 148                    | Lennert Van Eetvelt    | 15°                    |
| Team Arkéa-Samsic        | Team Arkéa-Samsic        | Team Arkéa-Samsic        | Team DSM-Firmenich     | Team DSM-Firmenich       | Team DSM-Firmenich     | Team Jayco AlUla       | Team Jayco AlUla       | Team Jayco AlUla       |
| N°                       | Ciclista                 | Clas.                    | N°                     | Ciclista                 | Clas.                  | N°                     | Ciclista               | Clas.                  |
| 151                      | Kévin Vauquelin          | 20°                      | 161                    | Tobias Lund Andresen     | 97°                    | 171                    | Eddie Dunbar           | 7°                     |
| 152                      | Michel Ries              | 35°                      | 162                    | Patrick Bevin            | NP 2ª                  | 172                    | Tsgabu Grmay           | 44°                    |
| 153                      | Clément Russo            | 87°                      | 163                    | Sean Flynn               | 66°                    | 173                    | Lucas Hamilton         | 68°                    |
| 154                      | Łukasz Owsian            | 58°                      | 164                    | Lorenzo Milesi           | 56°                    | 174                    | Michael Hepburn        | 122°                   |
| 155                      | Daniel McLay             | R 7ª                     | 165                    | Oscar Onley              | 10°                    | 175                    | Matteo Sobrero         | 28°                    |
| 156                      | Kévin Ledanois           | NP 3ª                    | 166                    | Max Poole                | 38°                    | 176                    | Blake Quick            | 135°                   |
| 157                      | David Dekker             | 150°                     | 167                    | Casper van Uden          | 91°                    | 177                    | Callum Scotson         | 55°                    |
| UAE Team Emirates        | UAE Team Emirates        | UAE Team Emirates        | Human Powered Health   | Human Powered Health     | Human Powered Health   | Q36.5 Pro Cycling Team | Q36.5 Pro Cycling Team | Q36.5 Pro Cycling Team |
| N°                       | Ciclista                 | Clas.                    | N°                     | Ciclista                 | Clas.                  | N°                     | Ciclista               | Clas.                  |
| 181                      | Pascal Ackermann         | 134°                     | 191                    | Stanisław Aniołkowski    | 116°                   | 201                    | Jack Bauer             | 106°                   |
| 182                      | João Almeida             | 2°                       | 192                    | Alan Banaszek            | 141°                   | 202                    | Mark Donovan           | 24°                    |
| 183                      | Finn Fisher-Black        | 77°                      | 193                    | Paul Double              | 108°                   | 203                    | Carl Fredrik Hagen     | 46°                    |
| 184                      | Davide Formolo           | 67°                      | 194                    | Barnabás Peák            | 147°                   | 204                    | Tobias Ludvigsson      | 85°                    |
| 185                      | Rafał Majka              | 8°                       | 195                    | Sebastian Schönberger    | 37°                    | 205                    | Kamil Małecki          | 124°                   |
| 186                      | Brandon McNulty          | 6°                       | 196                    | Sasha Weemaes            | 149°                   | 206                    | Matteo Moschetti       | 126°                   |
| 187                      | Tim Wellens              | 40°                      | 197                    | Gijs Van Hoecke          | 121°                   | 207                    | Szymon Sajnok          | 128°                   |
| Team Novo Nordisk        | Team Novo Nordisk        | Team Novo Nordisk        | Tudor Pro Cycling Team | Tudor Pro Cycling Team   | Tudor Pro Cycling Team | Selezione polacca      | Selezione polacca      | Selezione polacca      |
| N°                       | Ciclista                 | Clas.                    | N°                     | Ciclista                 | Clas.                  | N°                     | Ciclista               | Clas.                  |
| 211                      | Matyáš Kopecký           | 113°                     | 221                    | Sebastian Kolze Changizi | 129°                   | 231                    | Marcin Budziński       | 41°                    |
| 212                      | Andrea Peron             | 123°                     | 222                    | Arvid de Kleijn          | 144°                   | 232                    | Jakub Kaczmarek        | 84°                    |
| 213                      | Filippo Ridolfo          | 131°                     | 223                    | Alexander Kamp           | 110°                   | 233                    | Norbert Banaszek       | 140°                   |
| 214                      | Péter Kusztor            | 78°                      | 224                    | Rick Pluimers            | 81°                    | 234                    | Patryk Stosz           | 117°                   |
| 215                      | Sam Brand                | 125°                     | 225                    | Joël Suter               | 143°                   | 235                    | Piotr Brożyna          | 61°                    |
| 216                      | David Lozano             | 75°                      | 226                    | Yannis Voisard           | 16°                    | 236                    | Maciej Paterski        | 88°                    |
| 217                      | Umberto Poli             | 145°                     | 227                    | Maikel Zijlaard          | R 3ª                   | 237                    | Bartłomiej Proć        | FT 3ª                  |